# 대소문자

영어 알파벳의 첫 번째 문자에서 소문자 "a"와 대문자 "A"를 겹쳐놓은 모습.

맞춤법과 타이포그래피에서 대문자(大文字)와 소문자(小文字)는 큰 글자와 작은 글자의 구별이다. 로마자에서 대문자는 A, B, C...로 시작하고 소문자는 a, b, c 따위로 시작한다.

## 영어의 대소문자 비교
영어에 쓰이는 각 글자의 대소문자는 아래와 같다. 사용 글꼴에 따라 표현의 차이가 있을 수 있다.
| 대문자: | A | B | C | D | E | F | G | H | I | J | K | L | M | N | O | P | Q | R | S | T | U | V | W | X | Y | Z |
| 소문자: | a | b | c | d | e | f | g | h | i | j | k | l | m | n | o | p | q | r | s | t | u | v | w | x | y | z |

## 같이 보기
- 알파벳

## 위키백과에서
사용자 이름을 정할 때 영어로 이름을 정할 경우 제일 앞 문자는 무조건 대문자로 정해진다.